# هیوندای اچ‌بی۲۰
هیوندای اچ‌بی۲۰ (انگلیسی: Hyundai HB20) یک خودروی هاچ‌بک ساخت هیوندای موتور است که از سال ۲۰۱۲ تا کنون تولید می‌شود.

## نسل دوم (۲۰۱۹ تا کنون)
نسل دوم این خودرو از سال ۲۰۱۹ عرضه می‌شود. این اتاق به دو موتور ۱ و ۱.۴ لیتری ۴ سیلندر بنزینی مجهز است.دو تیپ سدان و هاچ‌بک برای این نسل موجود است.

## نگارخانه

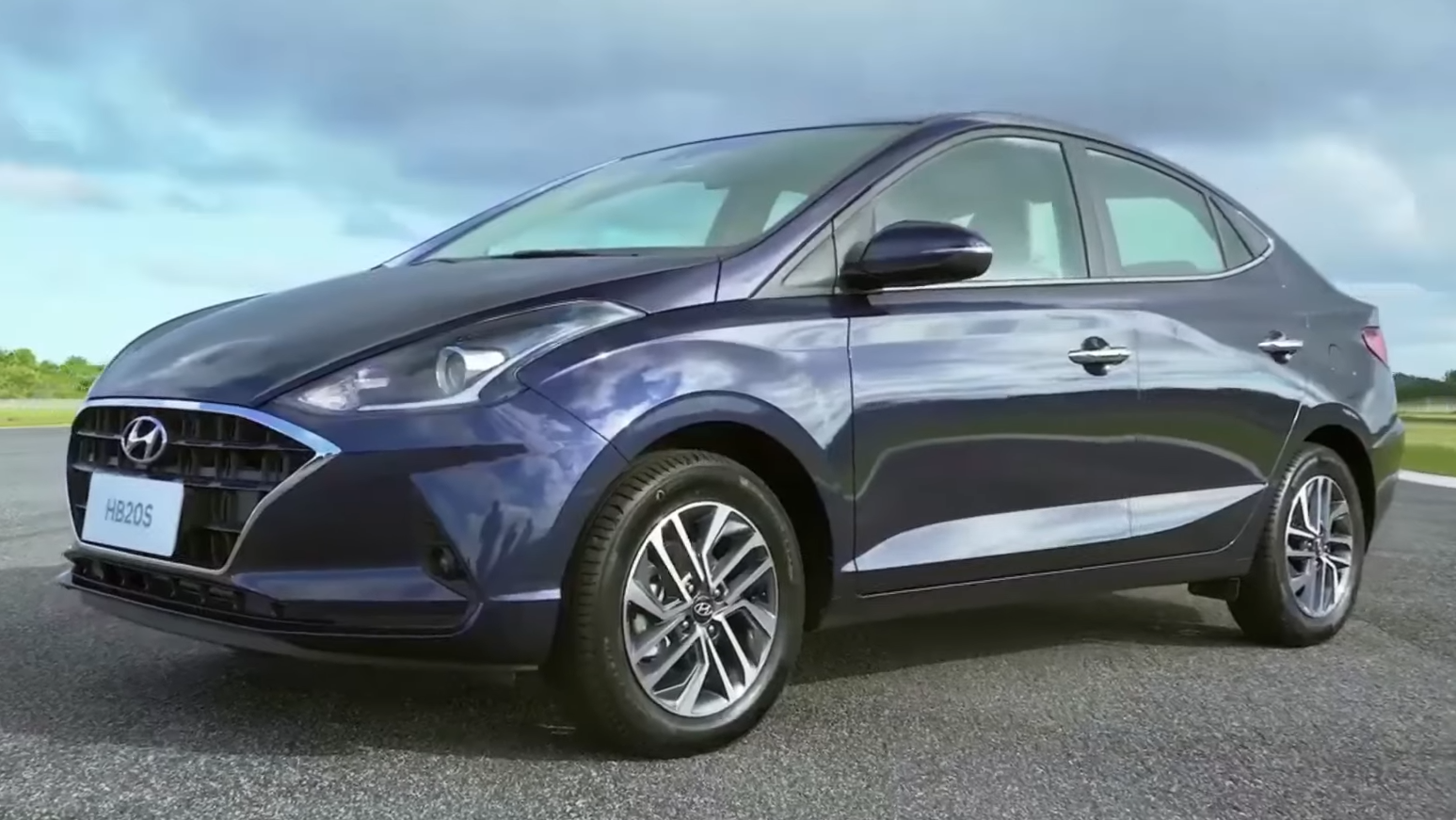
نسخه سدان
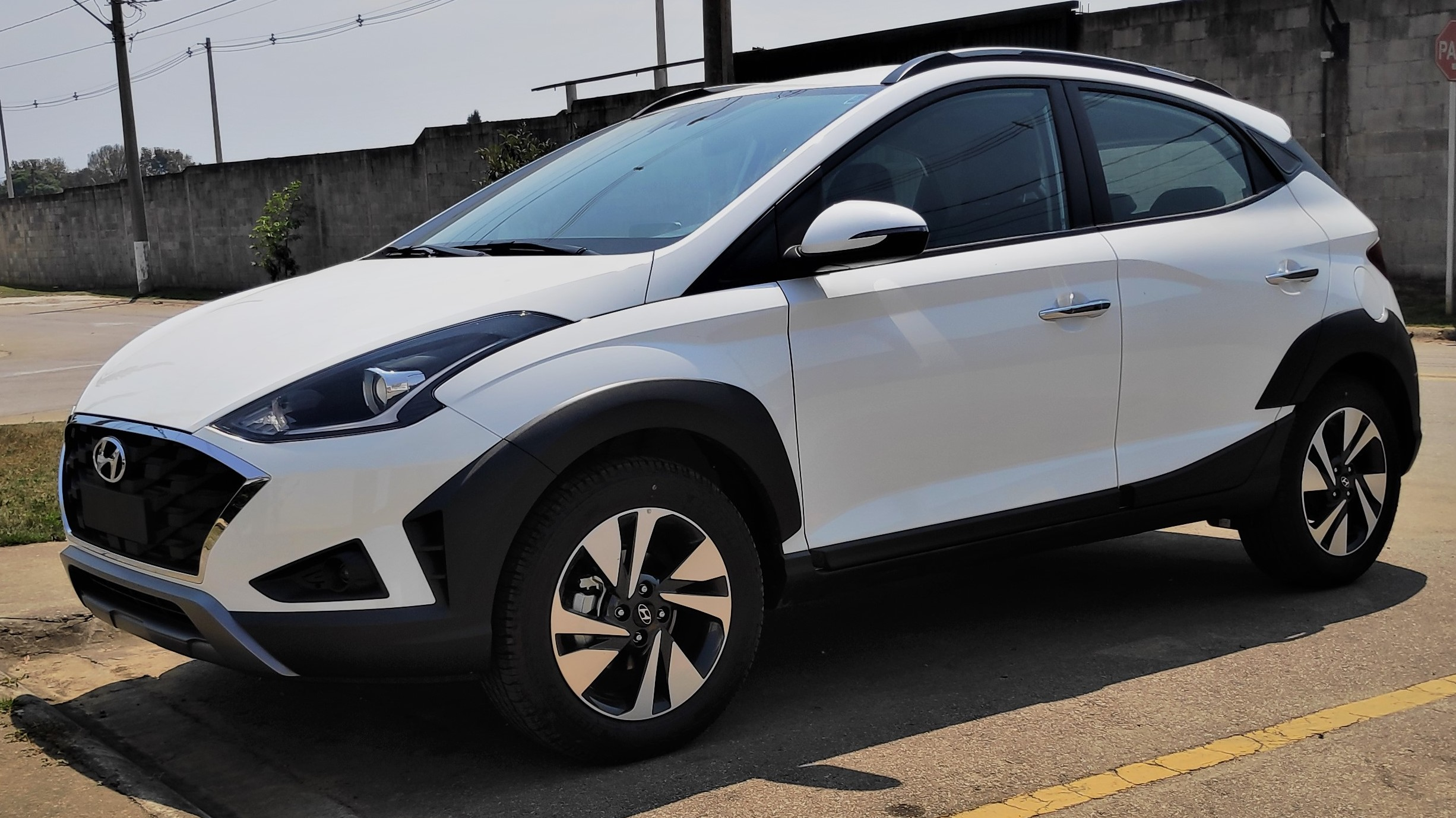
نسخه هاچ‌بک
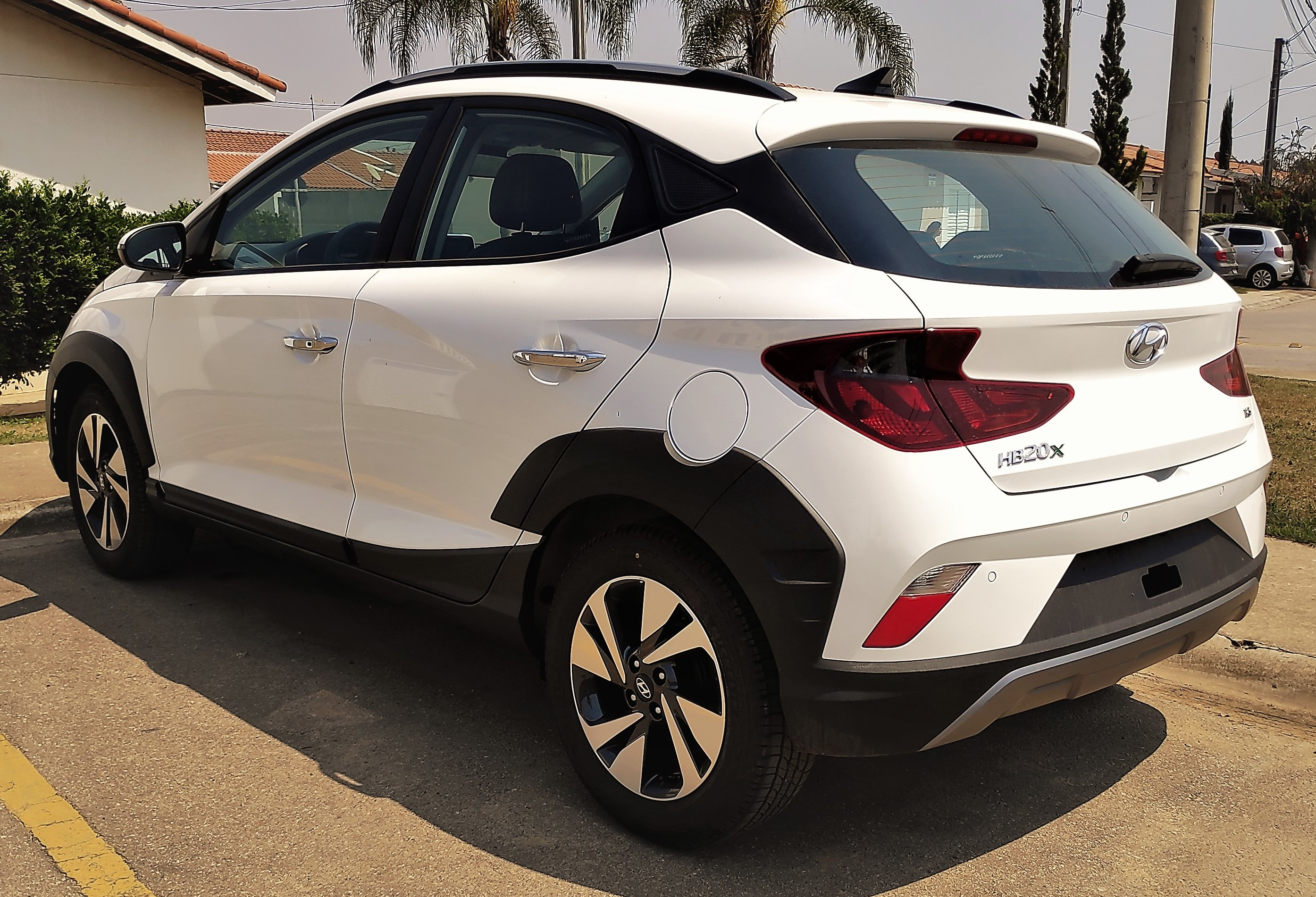
نمای عقب
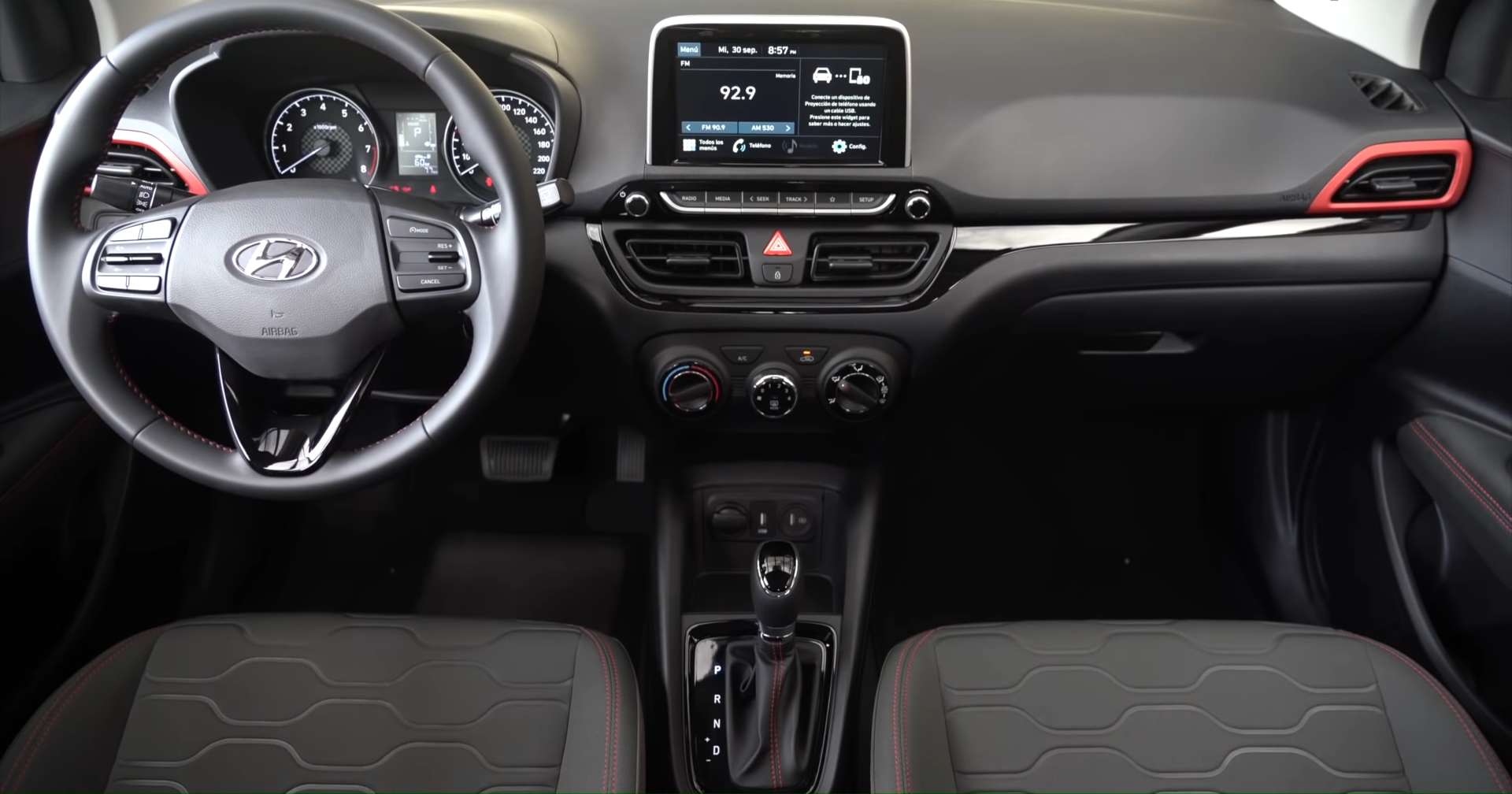
داشبورد